# Tiếng Thụy Điển cổ
Tiếng Thụy Điển cổ (tiếng Thụy Điển hiện đại: fornsvenska) là tên chung của 2 phiên bản tiếng Thụy Điển được nói vào khoảng thời Trung Cổ: tiến Thụy Điển sớm (klassisk fornsvenska), được nói khoảng năm 1225-1375, và tiếng Thụy Điển muộn (yngre fornsvenska), nói từ 1375-1526.
Tiếng Thụy Điển cổ được phát triển từ phương ngữ Đông Bắc Âu cổ, phương ngữ phía đông của tiếng Bắc Âu cổ. Các hình thức sớm nhất của tiếng Thụy Điển và tiếng Đan Mạch, được nói giữa những năm 800 và 1100 là tiểu phương ngữ của phương ngữ Đông Bắc Âu và được gọi là tiếng Thụy Điển Rune và tiếng Đan Mạch Rune, bởi vì lúc đó tất cả các văn bản được viết bằng bảng chữ cái Rune. Sự khác biệt giữa chúng chỉ là rất nhỏ, tuy nhiên, chúng bắt đầu tách nhau khoảng thế kỉ XII và trở thành tiếng Thụy Điển cổ và tiếng Đan Mạch cổ.
Ngữ pháp tiếng Thụy Điển khác biệt đáng kể so với tiếng Thụy Điển hiện đại (3 giống danh từ thay vì 2 giống ngày nay,...). Danh từ, tính từ, và số nhiều được biến cách trong bốn cách: chủ cách, sở hữu cách, tặng cách và đối cách.

## Sự phát triển

### Tiếng Thụy Điển sớm

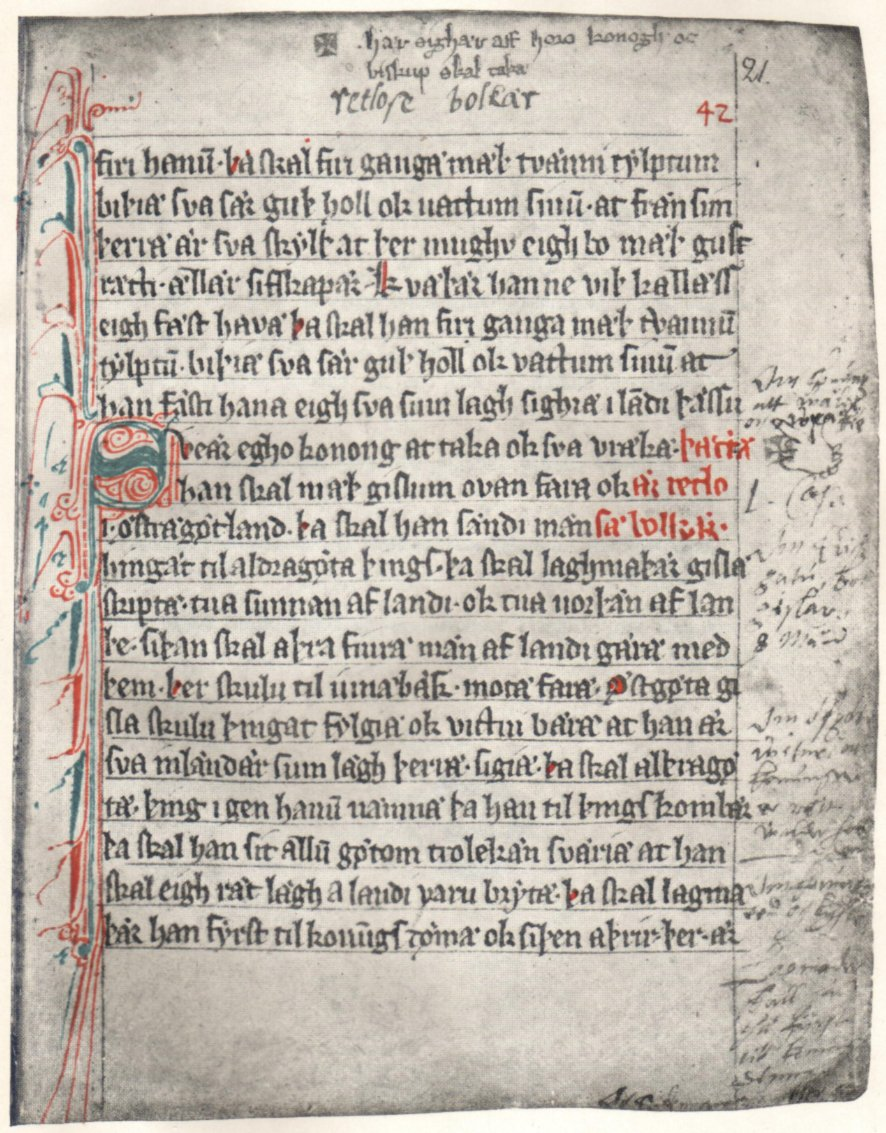
Một trang từ Äldre Västgötalagen (Luật Tây Gothic), bộ luật của Västergötland, từ 1280s

Các văn bản của luật Tây Goth đánh dấu khởi đầu của tiếng Thụy Điển sớm (klassisk fornsvenska hoặc äldre fornsvenska; 1225-1375), được phát triển ở phương ngữ Đông Bắc Âu cổ. Đây là lần đầu tiên tiếng Thụy Điển được viết bằng bảng chữ cái Latinh, và là văn bản tiếng Thụy Điển cổ nhất được tìm thấy, với cột mốc 1225.
Tiếng Thụy Điển cổ phát triển tương đối ổn định trong thời gian này. Ngữ pháp của nó thừa hưởng hoàn toàn từ hệ thống ngữ pháp Bắc Âu cổ, không có bất cứ thay đổi lớn nào.
Hầu hết các văn bản được viết trong thời gian này tại Thụy Điển nói riêng và châu Âu nói chung là bằng tiếng Latinh, ngôn ngữ của giáo hội và nhà thờ. Tuy nhiên, tiếng Thụy Điển được sử dụng như một ngôn ngữ văn học và luật pháp, trong số 28 bản thảo còn sót lại thời kì này, 24 chứa văn bản luật và đều là tiếng Thụy Điển.

#### Sự vay mượn
Giáo hội và nhà thờ đã đem đến cho tiếng Thụy Điển nhiều từ mới có gốc Latinh hoặc Hi Lạp, trong đó Latinh có ảnh hưởng lớn đến từ vựng tếng Thụy Điển.
Các ngôn ngữ Đức miền thấp Trung Cổ cũng ảnh hưởng đến tiếng Thụy Điển do chính trị và sức mạnh kinh tế của Đức trong thế kỷ 13 và 14. Nhiều người nói tiếng Đức di cư đến các thành phố Thụy Điển và làm việc trong thương mại và quản lý. Theo đó, từ vay mượn liên quan đến chiến tranh, thương mại... du nhập vào Thụy Điển, cùng với một số thay đổi ngữ pháp. Tiền tố be-, ge- và för- có thể được tìm thấy ở đầu các từ mượn, đều đến từ be-, ge- và vor- tiếng Hạ Đức. Một số từ bị thay thế bởi những từ mượn mới: từ thuần Thụy Điển cho "cửa sổ" là vindøgha, bị thay thế bằng fönster, eldhus (nhà bếp) bị thay thế bằng kök và gælda (trả) với betala. Một số những từ này vẫn còn tồn tại ở tiếng Thụy Điển hiện đại, nhưng thường coi là cổ hoặc mang tính địa phương; một ví dụ là từ vindöga (cửa sổ). Nhiều từ liên quan đến đi biển đã mượn từ tiếng Hà Lan.
Ảnh hưởng từ các ngôn ngữ Đức miền thấp đã phá vỡ tính ổn định của tiếng Thụy Điển sớm, và tạo ra một thời kì phát triển mới cho tiếng Thụy Điển: tiếng Thụy Điển cổ muộn.

### Tiếng Thụy Điển cổ muộn
Ngược lại với tiếng Thụy Điển sớm, khá ổn định, thì tiếng Thụy Điển cổ muộn (yngre fornsvenska; 1375-1526) có nhiều thay đổi, bao gồm cả việc đơn giản hóa ngữ pháp và trọng âm. Kinh Tân Ước ở Thụy Điển năm 1526 đánh dấu những điểm khởi đầu cho tiếngThụy Điển hiện đại.
Trong thời gian này, ngôn ngữ đã mượn một số lượng lớn từ vựng từ tiếng Đức thấp và Hà Lan. Khi Thụy Điển trở thành một phần của Liên minh Kalmar trong 1397, nhiều người Đan Mạch đưa nhiều điểm từ vựng và ngữ pháp Đan Mạch vào ngôn ngữ viết.

## Ngữ pháp

### Trên danh nghĩa hình thái

#### Tiếng Thụy Điển sớm
Điểm khác biệt nhất giữa tiếng Thụy Điển hiện đại và Thụy Điển cổ là ngữ pháp. Trong tiếng Thụy Điển cổ, danh từ, tính từ, đại từ và số từ biến cách trong bốn cách (chủ cách, sở hữu cách, tặng cách và đối cách), trong khi đó, tiếng Thụy Điển chuẩn hiện đại đã giảm hệ thống cách xuống còn một cách chung và một sở hữu cách (một số phương ngữ giữ lại tặng cách). Có ba giống ngữ pháp (giống đực, giống cái và giống trung), vẫn còn giữ được trong nhiều phương ngôn ngày nay, nhưng đã được giảm xuống còn hai trong ngôn ngữ chuẩn, khi giống đực và giống cái sáp nhập lại thành một giống chung.
Cách chia danh từ có hai loại: yếu và mạnh. Mỗi thể yếu của các danh từ có cách chia riêng; có ba nhóm danh từ giống đực mạnh, ba nhóm danh từ giống cái mạnh và một nhóm danh từ giống trung mạnh đã được xác định. Dưới đây, là sự biến tố của đuôi danh từ:
Hệ thống biến hóa danh từ
- Đuôi nguyên âm (biến cách mạnh)
  - đuôi a
    - đuôi a
    - đuôi ja
    - đuôi ia

  - đuôi ō
    - đuôi ō
    - đuôi jō
    - đuôi iō

  - đuôi i
  - đuôi u
- Phụ âm đuôi n (biến cách yếu)
  - đuôi n
    - đuôi an
    - đuôi ōn, ūn
    - đuôi īn
- Phụ âm khác
- đuôi r
- đuôi tt

Vài ví dụ như fisker (cá), sun (con trai), siang (giường), skip (tàu), biti (một chút) và vika (tuần):
|          | Giống đực đuôi a | Giống đực đuôi u | Giống cái đuôi ō | Giống trung đuôi a | Giống đực đuôi an | Giống cái đuôi ōn |
| Sg.Nom.  | fisker           | sun              | siang            | skip               | bit               | vika              |
| Sg.Gen.  | fisks            | sunar            | siangar          | skip               | bita              | viku              |
| Sg.dat.  | fiski            | syni             | siangu           | skipi              | bita              | viku              |
| Sg.Thon. | fisk             | sun              | siang            | skip               | bita              | viku              |
| Pl.Nom.  | fiskar           | synir            | siangar          | skip               | bs                | vikur             |
| Pl.Gen.  | fiska            | suna             | sianga           | skipa              | bita              | vikna             |
| Pl.dat.  | fiskum           | sunum            | siangum          | skipum             | bitum             | vikum             |
| Pl.Thon. | fiska            | syni             | siangar          | skip               | bita              | vikur             |

#### Tiếng Thụy Điển cổ muộn
Từ khoảng năm 1500 số cách trong tiếng Thụy Điển đã bị giảm từ bốn xuống hai (chủ cách và sở hữu cách). Tuy nhiên tặng cách vẫn tồn tại trong một số tiếng địa phương cho đến thế kỉ 20.
Các thay đổi lớn bao gồm sự lược bỏ giống đực và cái, chỉ còn lại hai giống trong tiếng Thụy Điển chuẩn, mặc dù hệ thống ba giống vẫn thường hiện diện trong nhiều phương ngôn. Tặng cách của đại từ trở thành tân ngữ (honom, henne, dem; anh ta, cô ấy, họ) và -s trở nên phổ biến trong sở hữu cách.

### Tính từ
Tính từ và số từ đã biến cách theo giới tính và trường hợp danh từ chúng miêu tả. Dưới đây là bảng đuôi tính từ yếu.
|                         | Giống đực | Giống cái | Giống trung |
| Chủ cách số ít          | -i-e      | -a, -æ    | -a, -æ      |
| Tân ngữ gián tiếp số ít | -a, -æ    | -u, -o    | -a, -æ      |
| Nhiều                   | -u, -o    | -u, -o    | -u, -o      |

### Động từ
Động từ trong tiếng Thụy Điển cổ được chia theo giống và số. Có bốn cách chia động từ yếu và sáu nhóm động từ mạnh. 

#### Động từ mạnh
Các động từ trong bảng dưới đây là bīta (cắn), biūþa (cung cấp), værþa (trở thành), stiæla (ăn cắp), mæta (biện pháp) và fara (đi).
| Động từ mạnh               | Động từ mạnh | Động từ mạnh | Động từ mạnh | Động từ mạnh   | Động từ mạnh | Động từ mạnh |
| -------------------------- | ------------ | ------------ | ------------ | -------------- | ------------ | ------------ |
|                            | Nhóm I       | Nhóm II      | Nhóm III     | Nhóm IV        | Nhóm V       | Nhóm VI      |
| Infinitive                 | bīta         | biūþa        | værþa; varþa | st(i)æla       | m(i)æta      | fara         |
| Past participle            | bītin        | buþin        | (v)urþin     | stulin; stolin | m(i)ætin     | farin        |
| Present participle         | bītande      | biūþande     | værþande     | stiælande      | mætande      | farande      |
| Động từ trình bày hiện tại |              |              |              |                |              |              |
| iak/jæk                    | bīter        | biūþer       | værþer       | stiæler        | mæter        | farer        |
| þū                         | bīter        | biūþer       | værþer       | stiæler        | mæter        | farer        |
| han/hōn/þæt                | bīter        | biūþer       | værþer       | stiæler        | mæter        | farer        |
| vī(r)                      | bītom        | biūþom       | værþom       | stiælom        | mætom        | farom        |
| ī(r)                       | bītin        | biūþin       | værþin       | stiælin        | mætin        | farin        |
| þē(r)/þā(r)/þē             | bīta         | biūþa        | værþa        | stiæla         | mæta         | fara         |
| Động từ trình bày quá khứ  |              |              |              |                |              |              |
| iak/jæk                    | bēt          | bøþ          | varþ         | stal           | mat          | fōr          |
| þū                         | bētt         | bøþt         | varþt        | stalt          | mast         | fōrt         |
| han/hōn/þæt                | bēt          | bøþ          | varþ         | stal           | mat          | fōr          |
| vī(r)                      | bitum        | buþum        | (v)urþom     | stālom         | mātom        | fōrom        |
| ī(r)                       | bitin        | buþin        | (v)urþin     | stālin         | mātin        | fōrin        |
| þē(r)/þā(r)/þē             | bitu         | buþu         | (v)urþo      | stālo          | māto         | fōro         |
| Chia hiện tại              |              |              |              |                |              |              |
| iak/jæk                    | bīte         | biūþe        | værþe        | stiæle         | mæte         | fare         |
| þū                         | bīte         | biūþe        | værþe        | stiæle         | mæte         | fare         |
| han/hōn/þæt                | bīte         | biūþe        | værþe        | stiæle         | mæte         | fare         |
| vī(r)                      | bītom        | biūþom       | værþom       | stiælom        | mætom        | farom        |
| ī(r)                       | bītin        | biūþin       | værþin       | stiælin        | mætin        | farin        |
| þē(r)/þā(r)/þē             | bītin        | biūþin       | værþin       | stiælin        | mætin        | farin        |
| Chia quá khứ               |              |              |              |                |              |              |
| iak/jæk                    | biti         | buþi         | (v)urþe      | stāle          | māte         | fōre         |
| þū                         | biti         | buþi         | (v)urþe      | stāle          | māte         | fōre         |
| han/hōn/þæt                | biti         | buþi         | (v)urþe      | stāle          | māte         | fōre         |
| vī(r)                      | bitum        | buþum        | (v)urþom     | stālom         | mātom        | fōrom        |
| ī(r)                       | bitin        | buþin        | (v)urþin     | stālin         | mātin        | fōrin        |
| þē(r)/þā(r)/þē             | biti(n)      | buþi(n)      | (v)urþin     | stālin         | mātin        | fōrin        |
| Thể mệnh lệnh              |              |              |              |                |              |              |
| þū                         | bīte         | biūþe        | værþ         | stiæle         | mæte         | fare         |
| vī(r)                      | bītom        | biūþom       | værþom       | stiælom        | mætom        | farom        |
| ī(r)                       | bītin        | biūþin       | værþin       | stiælin        | mætin        | farin        |

#### Động từ yếu
Động từ yếu được chia thành bốn nhóm:
- Cách chia 1: động từ tiếng kết thúc bằng a(r), -ā(r) trong thì hiện tại. Hầu hết động từ thuộc nhóm này.
- Cách chia 2: động từ kết thúc bằng -e(r), -æ(r) trong thì hiện tại.
- Cách chia 3: động từ kết thúc bằng -i(r), -ø(r) trong thì hiện tại.
- Cách chia 4: khoảng 20 động từ bất quy tắc.

Ngoài ra động từ cũng được phân thành 3 lớp:
- I: kết thúc bằng -þe
- II: kết thúc bằng -de
- III: kết thúc bằng -te

### Đại từ xưng hô
Dưới đây là bảng đại từ xưng hô tiếng Thụy Điển cổ:
|             | Số ít    | Số ít               | Số ít                 | Số nhiều | Số nhiều            | Số nhiều                |
| ngôi 1      | ngôi 2   | ngôi 3 nam/nữ/trung | ngôi 1                | ngôi 2   | ngôi 3 nam/nữ/trung |                         |
| ----------- | -------- | ------------------- | --------------------- | -------- | ------------------- | ----------------------- |
| Chủ cách    | iak, jæk | þu                  | han / hon / þæt       | vi(r)    | i(r)                | þe(r) / þa(r) / þe, þøn |
| Sở hữu cách | min      | þin                 | hans / hænna(r) / þæs | var(a)   | iþer, iþra          | þera / þera / þera      |
| Tặng cách   | mæ(r)    | þæ(r)               | hanum / hænni / þy    | os       | iþer                | þem / þem / þem         |
| Đối cách    | mik      | þik                 | han / hana / þæt      | os       | iþer                | þa / þa(r) / þe, þøn    |

### Chữ số
Số đếm tiếng Thụy Điển cổ như sau. 
| Số | Cổ                          | Hiện đại                       | Số | Cổ         | Hiện đại                |
| 1  | ēn, ēn, ēt                  | en, (dialectal f. e, ena), ett | 11 | ællivu     | elva                    |
| 2  | twē(r), twār, tū            | två, tu                        | 12 | tolf       | tolv                    |
| 3  | þrī(r), þrēa(r), þrȳ        | tre                            | 13 | þrættān    | tretton                 |
| 4  | fiūri(r), fiūra(r), fiughur | fyra                           | 14 | fiughurtān | fjorton                 |
| 5  | fǣm                         | fem                            | 15 | fǣm(p)tan  | femton                  |
| 6  | sæx                         | sex                            | 16 | sæxtān     | sexton                  |
| 7  | siū                         | sju                            | 17 | siūtān     | sjutton                 |
| 8  | ātta                        | åtta                           | 18 | atertān    | arton (archaic aderton) |
| 9  | nīo                         | nio                            | 19 | nītān      | nitton                  |
| 10 | tīo                         | tio                            | 20 | tiughu     | tjugo                   |

| Số | Cổ             | Hiện đại   | Số   | Cổ        | Hiện đại |
| 30 | þrǣtighi       | trettio    | 70   | siūtighi  | sjuttio  |
| 31 | ēn ok þrǣtighi | trettioett | 80   | āttatighi | åttio    |
| 40 | fiūratighi     | fyrtio     | 90   | nīotighi  | nittio   |
| 50 | fǣmtighi       | femtio     | 100  | hundraþ   | hundra   |
| 60 | s(i)æxtighi    | sextio     | 1000 | þūsand    | tusen    |

## Ví dụ

### Västgötalagen
Đây là một đoạn văn trích từ luật Tây Gothic (Västgötalagen), là văn bản lâu đời nhất viết bằng tiếng Thụy Điển, được soạn trong đầu thế kỷ 13. Văn bản đánh dấu sự khai sinh của tiếng Thụy Điển.
Dræpær maþar svænskan man eller smalenskæn, innan konongsrikis man, eigh væstgøskan, bøte firi atta ørtogher ok þrettan markær ok ænga ætar bot. [...] Dræpar maþær danskan man allæ noræn man, bøte niv markum. Dræpær maþær vtlænskan man, eigh ma frid flyia or landi sinu oc j æth hans. Dræpær maþær vtlænskæn prest, bøte sva mykit firi sum hærlænskan man. Præstær skal i bondalaghum væræ. Varþær suþærman dræpin ællær ænskær maþær, ta skal bøta firi marchum fiurum þem sakinæ søkir, ok tvar marchar konongi.
Dräper man en svensk eller en smålänning, en man ifrån konungariket, men ej en västgöte, så bötar man tretton marker och åtta örtugar, men ingen mansbot. [...] Dräper man en dansk eller en norrman bötar man nio marker. Dräper man en utländsk man, skall man inte bannlysas utan förvisas till sin ätt. Dräper man en utländsk präst bötar man lika mycket som för en landsman. En präst som en fri man. Om en sörlänning dräps eller en engelsman, skall han böta fyra marker till målsäganden och två marker till konungen.
Nếu ai đó giết chết một người Thụy Điển hay một người Småland, một người đàn ông từ vương quốc, nhưng không phải là một người West Geat, hắn sẽ phải trả tám örtugar và mười mác, nhưng không wergild. [...] Nếu ai đó giết chết một người Đan Mạch hoặc một người Na Uy, hắn sẽ phải trả chín mác. Nếu ai đó giết chết một người nước ngoài, hắn sẽ không bị trục xuất. Nếu ai đó giết chết một linh mục nước ngoài, hắn sẽ phải trả tiền nhiều như người mang quốc tịch linh mục đó. Một linh mục như một người tự do. Nếu một người miền nam bị giết hoặc một người Anh bị giết bởi linh mục, ông ta sẽ phải trả bốn mác cho nguyên đơn và hai mác cho nhà vua.